# Torneio Pré-Olímpico de Voleibol Masculino de 2020 - Europa
O Torneio Pré-Olímpico de Voleibol Masculino de 2020 da Europa foi a competição qualificatória continental de seleções para a disputa dos Jogos Olímpicos de Verão de 2020, realizado entre 5 a 10 de janeiro em Berlim, Alemanha, com a participação de oito países, ao final uma seleção classificará-se para a referida olimpíada.

## Formato de disputa
Para a classificação dentro do grupo na primeira fase, o placar de 3–0 ou 3–1 garantiu três pontos para a equipe vencedora e nenhum para a equipe derrotada; já o placar de 3–2 garantiu dois pontos para a equipe vencedora e um para a perdedora.
Na primeira fase os oito clubes distribuídos proporcionalmente em dois grupos, A e B, se enfrentaram e avançaram os quatro melhores desta etapa para as semifinais onde o 1° colocado enfrentou o 4° e o 2° enfrentou o 3°. Os vencedores disputaram a final e duelaram pela qualificação olímpica.

## Local dos jogos
| Todas as partidas   |
| Berlim, Alemanha    |
| ------------------- |
| Max-Schmeling-Halle |
|                     |
| Capacidade: 8 500   |

## Seleções participantes
As seguintes seleções foram qualificadas para a disputa do Pré-Olímpico Europeu 2020
| Equipe        | Qualificação       | Posição |
| ------------- | ------------------ | ------- |
| Sérvia        | Ranking CEV (2019) | 1º      |
| França        | Ranking CEV (2019) | 3º      |
| Bélgica       | Ranking CEV (2019) | 6º      |
| Eslovênia     | Ranking CEV (2019) | 7º      |
| Bulgária      | Ranking CEV (2019) | 8º      |
| Países Baixos | Ranking CEV (2019) | 9º      |
| Alemanha      | Ranking CEV (2019) | 10º     |
| Chéquia       | Ranking CEV (2019) | 11º     |

## Primeira fase

### Grupo A
|     |           |     | Jogos | Jogos | Jogos | Resultados | Resultados | Resultados | Resultados | Resultados | Resultados | Sets | Sets | Sets  | Pontos | Pontos | Pontos |
| Pos | Equipe    | Pts | T     | V     | D     | 3–0        | 3–1        | 3–2        | 2–3        | 1–3        | 0–3        | V    | P    | R     | V      | P      | R      |
| --- | --------- | --- | ----- | ----- | ----- | ---------- | ---------- | ---------- | ---------- | ---------- | ---------- | ---- | ---- | ----- | ------ | ------ | ------ |
| 1   | Eslovênia | 8   | 3     | 3     | 0     | 1          | 1          | 1          | 0          | 0          | 0          | 9    | 3    | 3,000 | 289    | 270    | 1.070  |
| 2   | Alemanha  | 7   | 3     | 2     | 1     | 2          | 0          | 0          | 1          | 0          | 0          | 8    | 3    | 2.667 | 263    | 242    | 1.087  |
| 3   | Bélgica   | 2   | 3     | 1     | 2     | 0          | 0          | 1          | 0          | 0          | 2          | 3    | 8    | 0.375 | 249    | 267    | 0.933  |
| 4   | Chéquia   | 1   | 3     | 0     | 3     | 0          | 0          | 0          | 1          | 1          | 1          | 3    | 9    | 0.333 | 263    | 285    | 0.923  |

| Data  | Hora  |           | Placar |           | Set 1 | Set 2 | Set 3 | Set 4 | Set 5 | Total   | Relatório |
| ----- | ----- | --------- | ------ | --------- | ----- | ----- | ----- | ----- | ----- | ------- | --------- |
| 5 Jan | 16:30 | Eslovênia | 3–0    | Bélgica   | 25–23 | 28–26 | 25–20 |       |       | 78–69   | Relatório |
| 5 Jan | 19:30 | Chéquia   | 0–3    | Alemanha  | 19–25 | 22–25 | 20–25 |       |       | 61–75   | Relatório |
| 6 Jan | 20:10 | Bélgica   | 0–3    | Alemanha  | 18–25 | 23–25 | 24–26 |       |       | 65–76   | Relatório |
| 7 Jan | 17:00 | Bélgica   | 3–2    | Chéquia   | 21–25 | 28–26 | 25–20 | 22–25 | 19–17 | 115–113 | Relatório |
| 7 Jan | 20:10 | Alemanha  | 2–3    | Eslovênia | 34–32 | 20–25 | 25–19 | 21–25 | 12–15 | 112–116 | Relatório |
| 8 Jan | 17:30 | Eslovênia | 3–1    | Chéquia   | 25–12 | 28–26 | 19–25 | 28–26 |       | 100–89  | Relatório |

### Grupo B
|     |               |     | Jogos | Jogos | Jogos | Resultados | Resultados | Resultados | Resultados | Resultados | Resultados | Sets | Sets | Sets  | Pontos | Pontos | Pontos |
| Pos | Equipe        | Pts | T     | V     | D     | 3–0        | 3–1        | 3–2        | 2–3        | 1–3        | 0–3        | V    | P    | R     | V      | P      | R      |
| --- | ------------- | --- | ----- | ----- | ----- | ---------- | ---------- | ---------- | ---------- | ---------- | ---------- | ---- | ---- | ----- | ------ | ------ | ------ |
| 1   | Bulgária      | 7   | 3     | 3     | 0     | 1          | 0          | 2          | 0          | 0          | 0          | 9    | 4    | 2.250 | 285    | 260    | 1.096  |
| 2   | França        | 5   | 3     | 1     | 2     | 1          | 0          | 0          | 2          | 0          | 0          | 7    | 6    | 1.167 | 281    | 271    | 1.037  |
| 3   | Sérvia        | 4   | 3     | 1     | 2     | 1          | 0          | 0          | 1          | 0          | 1          | 5    | 6    | 0.833 | 246    | 237    | 1.038  |
| 4   | Países Baixos | 2   | 3     | 1     | 2     | 0          | 0          | 1          | 0          | 0          | 2          | 3    | 8    | 0.375 | 209    | 253    | 0.826  |

| Data  | Hora  |               | Placar |               | Set 1 | Set 2 | Set 3 | Set 4 | Set 5 | Total   | Relatório |
| ----- | ----- | ------------- | ------ | ------------- | ----- | ----- | ----- | ----- | ----- | ------- | --------- |
| 5 Jan | 13:30 | França        | 3–0    | Sérvia        | 25–21 | 25–21 | 25–22 |       |       | 75–64   | Relatório |
| 6 Jan | 14:00 | Países Baixos | 0–3    | Sérvia        | 18–25 | 18–25 | 17–25 |       |       | 53–75   | Relatório |
| 6 Jan | 17:00 | Bulgária      | 3–2    | França        | 25–23 | 17–25 | 25–22 | 19–25 | 15–8  | 101–103 | Relatório |
| 7 Jan | 14:00 | Bulgária      | 3–0    | Países Baixos | 25–19 | 25–16 | 25–15 |       |       | 75–50   | Relatório |
| 8 Jan | 14:30 | Sérvia        | 2–3    | Bulgária      | 21–25 | 26–24 | 22–25 | 25–20 | 13–15 | 107–109 | Relatório |
| 8 Jan | 20:45 | França        | 2–3    | Países Baixos | 25–21 | 25–20 | 22–25 | 19–25 | 12–15 | 103–106 | Relatório |

## Fase Final

### Semifinais
| Data  | Hora  |           | Placar |          | Set 1 | Set 2 | Set 3 | Set 4 | Set 5 | Total  | Relatório |
| ----- | ----- | --------- | ------ | -------- | ----- | ----- | ----- | ----- | ----- | ------ | --------- |
| 9 jan | 17:00 | Eslovênia | 2–3    | França   | 25–13 | 25–22 | 14–25 | 21–25 | 9–15  | 94–100 | Relatório |
| 9 jan | 20:10 | Bulgária  | 1–3    | Alemanha | 20–25 | 25–23 | 20–25 | 23–25 |       | 88–98  | Relatório |

### Final
| Data   | Hora  |        | Placar |          | Set 1 | Set 2 | Set 3 | Set 4 | Set 5 | Total | Relatório |
| ------ | ----- | ------ | ------ | -------- | ----- | ----- | ----- | ----- | ----- | ----- | --------- |
| 10 jan | 20:10 | França | 3–0    | Alemanha | 25–20 | 25–20 | 25–23 |       |       | 75–63 | Relatório |

## Classificação final
| Posição | Equipe        |
| ------- | ------------- |
| 1       | França        |
| 2       | Alemanha      |
| 3       | Eslovênia     |
| 4       | Bulgária      |
| 5       | Sérvia        |
| 6       | Bélgica       |
| 7       | Países Baixos |
| 8       | Chéquia       |

|  | Qualificado para a Olimpíada Tóquio 2020 |

### Prêmios individuais
Os atletas que se destacaram individualmente foramː
| - Most Valuable Player (MVP) Jean Patry - Melhor Oposto Jean Patry - Melhores Ponteiros Denis Kaliberda Earvin N'Gapeth | - Melhor Levantador Lukas Kampa - Melhores Centrais Viktor Yosifov Nicolas Le Goff - Melhor Líbero Jenia Grebennikov |